# Centro Comercial Baricentro
Baricentro es un centro comercial situado entre Barberá del Vallés y Ripollet, a las afueras de Barcelona, España. Cuenta con 65.800 m² de superficie, 93 establecimientos comerciales y aproximadamente 1.600 trabajadores. Fue inaugurado en abril de 1980, siendo el primer gran centro comercial de España. Hasta entonces, solo existían en España pequeñas galerías comerciales y centros comerciales basados en supermercados (como los de Carrefour).
A diferencia de otros centros comerciales, la estructura de propiedad es una comunidad de propietarios formada por los primeros empresarios que ocuparon los locales comerciales y que se encarga de la gestión de centro. Esta estructura de propiedad ha dificultado la ampliación de la superficie comercial. En 1992 se realizó la primera ampliación que incrementó la superficie comercial en 19.800 m², sobre los 46.000 m² iniciales. También alcanzó las 4200 plazas de aparcamiento. Se han propuesto otras ampliaciones, que no se han llegado a realizar.

## Accesos y transporte
Los accesos y transportes para acceder al recinto comercial son los siguientes:
- Tren. Cuando se construyó el complejo comercial se incluyó una estación de tren debajo, prevista para el transporte de pasajeros y mercancías. El proyecto nunca se finalizó y la estación, desde 1980, está abandonada.[5]
- Autobús urbano: L1, desde el centro de Barberá del Vallés (Plaza España) hasta el Baricentro.
- Por carretera: AP-7 : salida 20 (dirección Tarragona) / salida 21 (dirección Gerona); C-58: salida 21 y N-150 desde Cerdanyola del Vallès o Barberá del Vallés.[6]